# Ato de União de 1800
O Ato de União de 1800 (em inglês Act of Union of 1800) foi o documento que fundiu o Reino da Irlanda e o Reino da Grã-Bretanha (este, resultado de uma fusão anterior estipulada no Ato de União de 1707), criando o Reino Unido da Grã-Bretanha e Irlanda, em 1º de janeiro de 1801, durante o reinado de Jorge III.
O Ato foi aprovado pelos parlamentos britânico e irlandês. Este último gozava de considerável independência, conferida pela Constituição de 1782, após séculos de sujeição ao parlamento inglês e seu sucessor britânico. Com isso, vários membros do legislativo irlandês eram muito ciosos da sua autonomia e já haviam rejeitado uma moção de 1799 que propunha a união. Entretanto, uma campanha coordenada do governo britânico e a incerteza que se seguiu à Rebelião Irlandesa de 1798 tornaram mais palatável a perspectiva da união. A aprovação do Ato no Parlamento da Irlanda foi marcada por diversos episódios de suborno de legisladores irlandeses pelo governo britânico oferecendo títulos e terras.
Segundo os termos da União, a Irlanda teria mais de 100 representantes (proporcionalmente mais do que a sua população) no Parlamento do novo reino, que se reuniria no Palácio de Westminster. Em parte, o interesse de muitos católicos irlandeses na União era a promessa da Emancipação Católica, que permitiria a eleição de parlamentares católicos (o que não era permitido no Parlamento irlandês até então). O Rei Jorge III terminou por opor-se à Emancipação, ao argumento de que aprová-la seria violar o seu juramento de coroação.
A bandeira, denominada Union Jack ou Union Flag, criada pela fusão dos Reinos da Grã-Bretanha e da Irlanda em 1801 continua a ser a atual bandeira do Reino Unido. Combina as bandeiras da Inglaterra e da Escócia com a Cruz de São Patrício, que representa a Irlanda.